# Cement (bouwmateriaal)

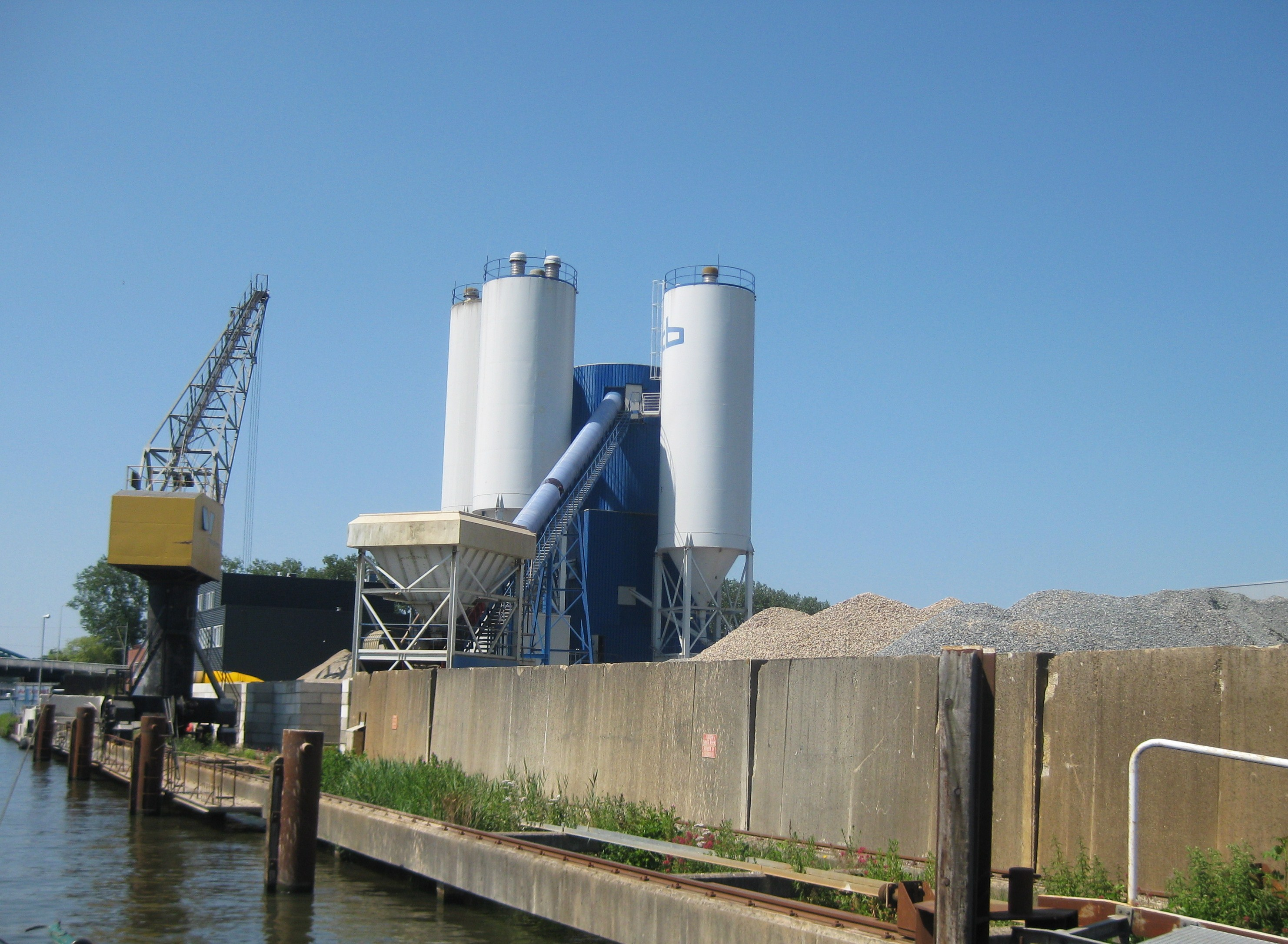
Betonmortelcentrale in Diemen

Cement (Frans: ciment, ontleend aan het Latijnse caementum, gehouwen steen of steenslag) is een hydratisch bindmiddel, dat wil zeggen verhardend door een chemische reactie met water. Cement, dat voornamelijk uit calciumwaterstofsilicaat bestaat, is een fijngemalen materiaal dat na mengen met water een plastische massa vormt, die zowel onder water als in de buitenlucht verhardt tot een steenachtig materiaal. Met mortel, cement gemengd met water en zand, kunnen daartoe geschikte materialen aaneengekit worden tot een, ook in water, stabiele massa. Cement wordt voornamelijk gebruikt als grondstof voor beton en metselspecie. De duiding ‘specie’ is uiteindelijk de plastische vorm van een menging van bindmiddel, zand en water. ‘Mortel’ daarentegen is zowel een droge menging van bindmiddel, zand en water, als de uitgeharde vorm van de materialen.

## Geschiedenis

### Oudheid
De Grieken waren de eersten die metselkalk maakten door het branden van schelpen en/of kalk. De Romeinen verbeterden dit bindmiddel, een luchtkalk, door er inerte vulkanische as, meer bepaald tras, en/of baksteengruis aan toe te voegen. Zo ontstond een hydraulisch bindmiddel. Door deze toevoeging werd het een bindmiddel waarmee grote constructies zoals arena's, baden, amfitheaters of aquaducten konden worden gebouwd, waarvan sommige zelfs twintig eeuwen later perfect bewaard zijn gebleven.

### Middeleeuwen
In de lage landen verdween de kennis over het maken en toepassen van baksteen met de terugtrekking van de Romeinen. Tot in de Middeleeuwen werd voornamelijk met natuursteen en hout gebouwd. Vanaf de 12e eeuw keerde het gebruik van steenachtige materialen, waaronder gebakken kunststeen, terug. Het opgaand metselwerk (de muren) werd gemaakt met luchtkalkmortels, onder andere van schelpkalk. Voor waterbestendige muren, bij kelders en dergelijke, werd aan de kalkmortel tras toegevoegd zodat de mortel hydraulisch werd. Tras is gemalen tufsteen, afkomstig uit de Duitse Eifel die alleen in combinatie met luchtkalk verhardt. De handel in tufsteen werd vanaf de 17e eeuw gedomineerd door handelaren uit Dordrecht. Tufsteen werd over de rivier naar Dordrecht vervoerd en aldaar vermalen tot tras. Het met tras verrijkte cement werd om deze reden aangeduid als Dordts of Hollands cement. Dit werd via de Dordtse stapelmarkt verhandeld in noordwest Europa. Voor de verbouwing van het kasteel van Versailles door Lodewijk XIV leverden de Dordste handelaren de benodigde ´tras ofte cement´

### Vroegmoderne tijd

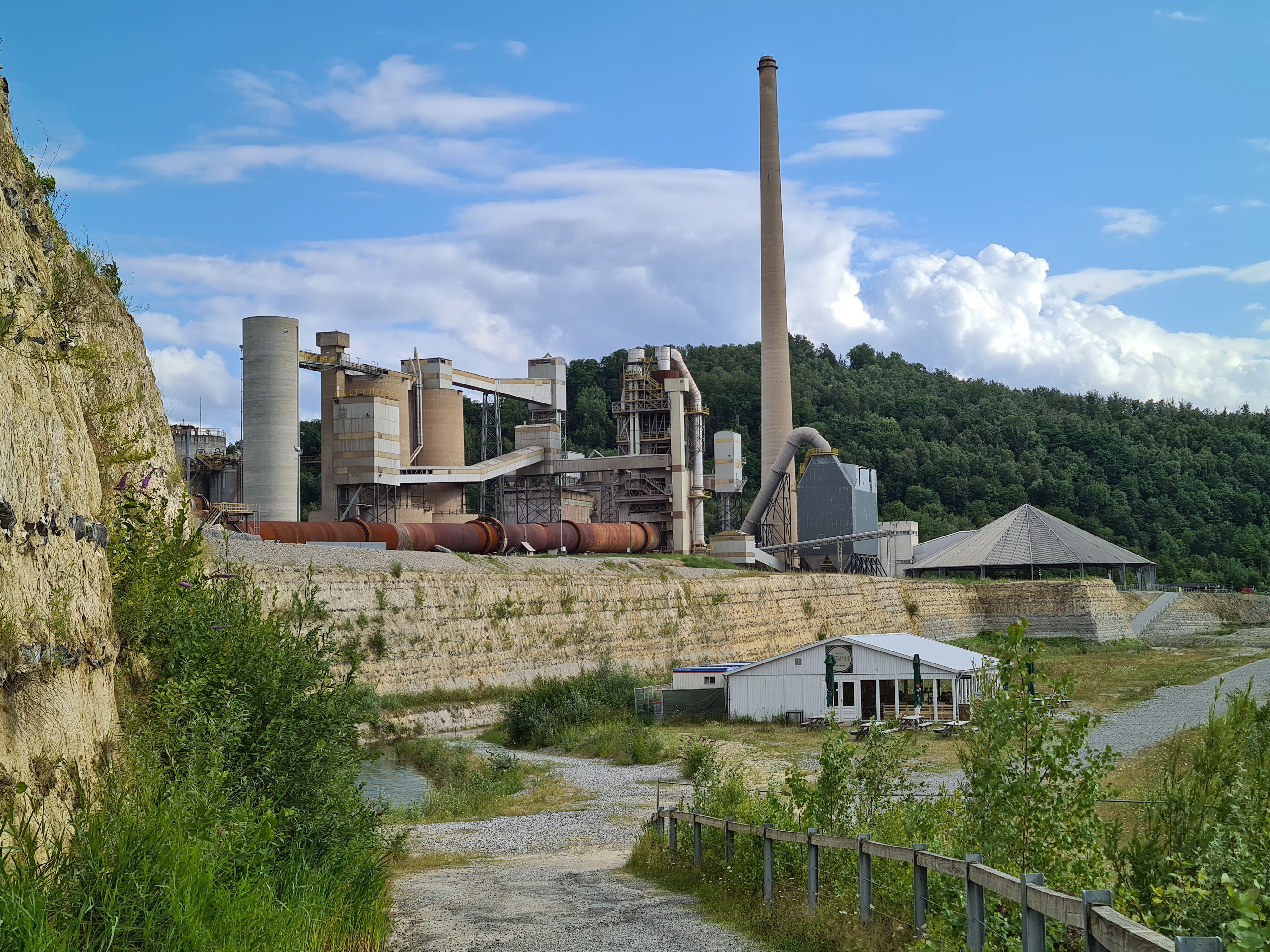
De ENCI met hellende draaioven (bruine buis) waarin de klinkers verhit worden tot 1450°C.

Aan het eind van de 18e eeuw proberen de Duitse tufsteenhandelaren zich te mengen in de trashandel. De Nederlandse staten-generaal introduceren een invoerbelasting op 'bovenlandsche' tras om de lokale trashandel te beschermen. De Duitse keurvorst van Pfalz voerde als tegenmaatregel een exportbelasting op tufsteen in. Door deze maatregelen werd de prijs van tras hoger en konden andere cementsoorten tot ontwikkeling komen. De kennis over de hydraulische werking van cement nam in de 18e eeuw toe door onderzoek aan Romeins cement door de Brit John Smeaton en de Fransman Louis Vicat. Smeaton ontwikkelde in 1759 een mortel die even hard was als steen, door luchtkalk te vermengen met vulkanische as. In 1817 ontdekte de Louis Vicat de chemische principes van hydraulisch cement. Zij worden dan ook beschouwd als de vaders van het moderne cement.
In Amsterdam ging cementhandelaar Adriaan de Booys in 1789 experimenteren met kunstcement, die hij vervaardigde uit ´beklonkene molenklei´ gewonnen uit het Amsterdamse IJ. De klei werd gebakken en daarna vermalen. Deze basiscement werd vermengd met gebrande kalk. Uit deze vermalen kleipuzzolaan ontstond het zogenaamde Amsterdamse of rood cement. In 1790 startte Booys een cementbranderij, waar het Amsterdamse cement werd vervaardigd. Tevens verkreeg hij een octrooi dat hem exclusieve rechten verleende voor de cementlevering voor de publieke werken van Amsterdam. Het Amsterdamse octrooi oogstte veel afgunst bij de trashandelaren en negatieve reclame en laster richtte het oorspronkelijke bedrijf van Booys in 1810 te gronde.
Gijsbert Dirk Cazius (1722-1804) begon in Utrecht met een kunstcementfabriek. Hij bouwde in 1874 een nieuwe steenfabriek met het doel om er tevens een cementfabriek bij te maken. De Vroedschap van Utrecht had hem daarvoor, in het Gerecht Buiten Catharijne tegenover de Geertekerk, een octrooi verleend. De fabriek voor kunstcement kreeg meer succes toen Cazius in 1892 een dertigjarig octrooi ontving van de Staten van Utrecht. Ook in Utrecht werd de grondstof gebaggerd en tot te vermalen stenen gevormd. Het slib kwam uit de Vaartsche Rijn en de singels. Unico W.T. Cazius (1766-1832), zoon van Gijsbert Dirk, nam de Utrechtse kunstcementfabriek over. Nadat in 1810 uit onderzoek de betere kwaliteit voor kunstcement van de Amsterdamse baggerslib boven het Utrechtse was vastgesteld, schakelde het Utrechtse bedrijf over op productie met klei uit het IJ. Uit het onderzoek bleek verder dat het deze kunstcement in kwaliteit nagenoeg gelijk was aan de Dordtse variant waarin tras was verwerkt. Cazius, Booys en een investeerder, Gijsbrecht Asschenbergs, verwierven in 1810 een nationaal octrooi voor de vervaardiging van Amsterdams cement, dat in 1814 door koning Willem I werd herbevestigd. In aanbestedingen van publieke ´waterdichte´ werken werd het geoctrooieerde Amsterdamse cement vereist. Het cement werd toegepast in vele sluizen van Amsterdam, kazernes en het droogdok in de marinehaven Willemsoord in Den Helder, dat gebouwd werd onder leiding van inspecteur-generaal van de Waterstaat Jan Blanken. Door het exclusieve octrooi was er veel weerstand bij de reguliere aannemerij bij het gebruik van Amsterdams cement. Na afloop van het octrooi in 1840 nam het gebruik van de Amsterdams cement af.
In 1824 nam de Engelsman Joseph Aspdin een patent op portlandcement, een product van het branden van kalksteen en klei in steenkoolovens. De eerste Engelse portlandcementfabriek werd in 1843 opgericht, de eerste Duitse portlandcementfabriek stamt uit 1855. De import en productie vanaf 1870 van deze cementsoort in Nederland decimeerde de handel in het Dordtse cement.

## Productieproces

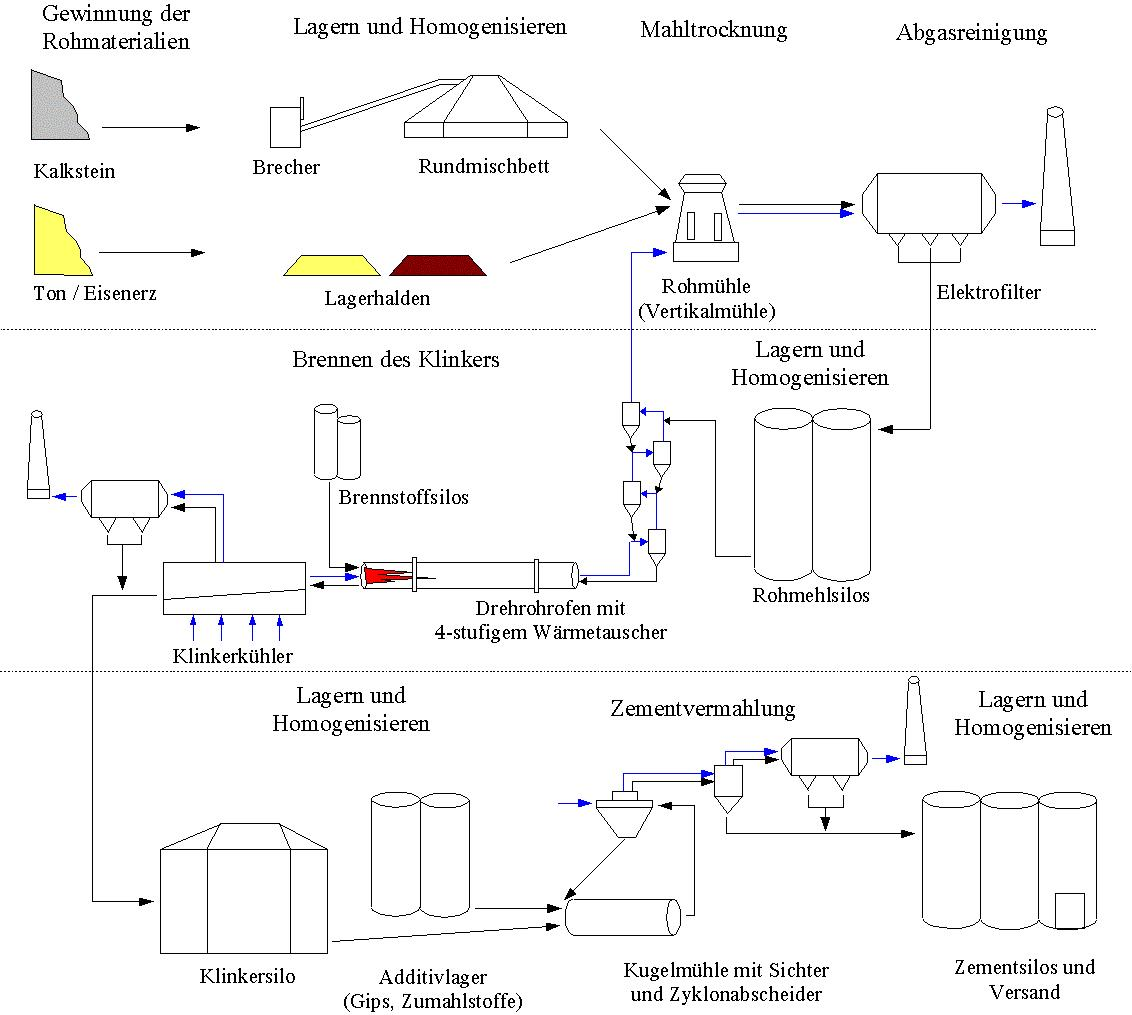
Cementproductie (stapsgewijs)

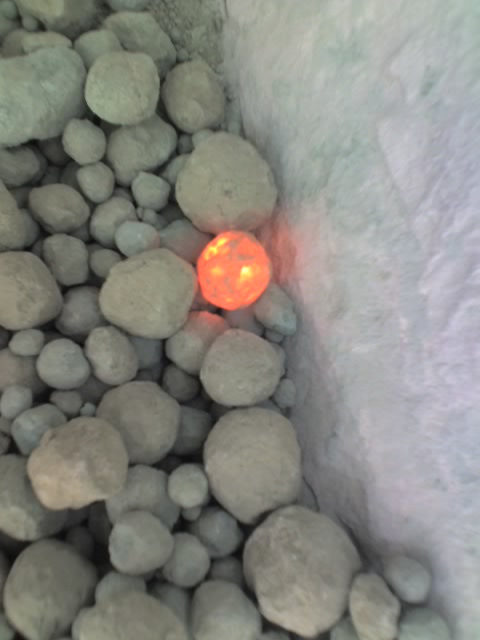
Hete klinker

Oorzaak van broeikasgassen per type

Het productieproces van klinker en cement beslaat de volgende stappen:
1. Kalkwinning - Kalksteen is de basisgrondstof voor de fabricage van cement. Het wordt met groot materieel gewonnen uit een dagbouwgroeve.
2. Breken en zeven - De kalksteen wordt gebroken en gezeefd. In deze stap scheidt men ook het vuursteen (silex) van de kalk.
3. Mengen - Het gebroken en gezeefde materiaal wordt gemengd zodat er een homogeen mengsel ontstaat.
4. Drogen - In een volgende stap komt de kalk aan in een droger. Voor de droge lucht kan de opgewarmde lucht uit de klinkerkoeling gebruikt worden.
5. Dosering - De kalk wordt hierna vermengd met silicium-, ijzer- en aluminiumoxides. Het geheel wordt gezeefd en de zeefrest opnieuw gemalen.
6. Voorverwarming - Met behulp van cyclonen wordt het gezeefde mengsel voorverwarmd tot zo'n 800°C.
7. Verhitting - Met behulp van een oven waarvan de vlam een temperatuur van circa 2000°C heeft, wordt het mengsel tot 1450°C verhit, waarna het de oven als klinker verlaat.
8. Afkoelen en opslaan - De klinker wordt vervolgens afgekoeld tot 100°C en in klinkersilo's opgeslagen.
9. Tweede dosering - De klinker, kalksteen, calciumsulfaat en hoogovenslak worden opnieuw gemengd in de juiste verhouding.
10. Malen - Met een rollenpers of kogelmolen wordt het mengsel gemalen.
11. Zeven - De kleine delen passeren de zeef en de grote komen terug in de maalinstallatie.
12. Drogen - Het gezeefde deel wordt gedroogd en opgeslagen in silo's.

### Impact op het klimaat
Bij de productie van cement wordt CO2 uitgestoten in de atmosfeer wanneer calciumcarbonaat wordt verwarmd en hierdoor omgezet wordt in kalk en CO2. De productie van cement heeft een belangrijk, negatief, milieueffect. De cementindustrie is verantwoordelijk voor ongeveer 10% CO2-emissies van menselijke oorsprong, waarvan 60% afkomstig is van het chemische proces en 40% van het verbranden van fossiele brandstof.

## Typen

### Samenstelling
Er zijn verschillende cementtypen, aangeduid met CEM I tot CEM V, met een kleiner of groter gehalte aan portlandcement en hoogovencement:
- CEM I Portlandcement met maximaal 5% andere stoffen
- CEM II Allerlei mengvormen met portlandcement en bijvoorbeeld leisteen, minimaal 65% portlandcement
- CEM III Hoogoven-portlandcementmengsel in 3 klassen: A, B en C; waarbij CEM III/A de minste (40%) en CEM III/C de meeste (90%) hoogovenslak bevat.
- CEM IV Puzzolaancementsoorten.
- CEM V Composietcementen, met mengsels van portlandcement, hoogovenslak en puzzolanen.

### Sterkte
De indeling in klassen (32,5/42,5/52,5) gebeurt door een drukproef na 28 dagen. Zo moet mortel van klasse C 52,5' minstens een druksterkte van 52,5 MPa hebben.
De mortelprisma's zijn daarbij gebaseerd op een standaardverhouding van cement, water en zand. De sterkteaanduiding van het cement heeft slechts beperkte invloed op de te behalen sterkte van beton (gebaseerd op zand en grind) of mortels (gebaseerd op zand). Dit komt doordat een betonspecie met onder andere een lagere water-cementfactor (verhouding cement ten opzichte van water) kan worden aangemaakt dan de mortelspecie die wordt gebruikt voor de sterkteclassificatie van cement. Ook de opbouw van het toeslagmateriaal heeft invloed op de uiteindelijke sterkte van beton. De sterkteklasse van het cement is daarom niet direct terug te voeren tot een maximale sterkteklasse voor beton of mortel.
- De klasse 32,5 is aangewezen voor toepassingen waar geen hoge aanvangssterkte en geen snelle ontkisting vereist zijn. Zij wordt niet aangeraden voor gebruik in de winter (in koud weer gaat de verharding zeer traag).
- Cementen van sterkteklasse 42,5 worden veelal toegepast in geval de vereiste druksterkte van mortel/beton op 28 dagen de 30 N/mm² moet overschrijden.
- De klasse 52,5 ontwikkelt snel een hoge aanvangssterkte en wordt daarom voor geprefabriceerde elementen gebruikt.

### Bijzondere kenmerken
- HSR (High Sulfate Resistance): cement met hoge weerstand tegen sulfaten (volgens NBN B12-108). Dergelijke cementen bevatten minstens 65% slak, in verhouding tot de som van klinker en slak. Dergelijke cementen worden toegepast in agressieve milieus. Het moet gebruikt worden voor beton dat in contact komt met water dat meer dan 500 mg sulfaten per kg bevat of grond die meer dan 3000 mg sulfaten per kg bevat.
- LA (Low Alkali): cement met een begrensd alkaligehalte (volgens NBN B12-109). Het alkaligehalte wordt uitgedrukt in % Na2O-equivalent en wordt begrensd tot 0,6% voor CEM I; 0,9% voor CEM III/A en 2% voor CEM III/B - C. Dergelijke cementen hebben een grote weerstand tegen een reactie tussen de alkaliën van het cement en de granulaten (alkaligranulaatreacties).
- HES (High-Early-Strength): cement met hoge aanvangssterkte conform de druksterkte op 1 dag bepaald voor de HES portlandcementen (NBN B12-110). Wordt gebruikt bij een snelle ontkisting, wanneer een snel gebruik noodzakelijk is, en bij geprefabriceerd beton.
- LH (Low Heat) cement met een lage hydratatiewarmte. Dit wordt gebruikt voor grote betonvolumes.

## Gebruik
Cement wordt gebruikt in:
- mortel (cement, zand en water)
- beton (granulaten, zand, cement en water)
- vezelcementproducten (vroeger met asbestvezels, maar na het verbod op asbest in juli 1993 werd dit vervangen door niet schadelijke kunststofvezels)

## Allergieën
De chroom(VI)-houdende preparaten in cement veroorzaken bij de mens in bepaalde omstandigheden, na rechtstreeks en langdurig huidcontact, allergische reacties. Moderne betonsoorten worden speciaal behandeld om dit tegen te gaan.

## Externe bron
- A. Heerding Cement in Nederland. Amsterdam: Meijer Pers (1971). Uitgave ter gelegenheid van 40 jaar Cemij.
- Vaderlandse Cementgeschiedenis. De Ingenieur Jaargang, nr 44, pp.828-848